# Савченко, Александр Ильич
Александр Ильич Савченко (укр. Олександр Ілліч Савченко; род. 5 августа 1957, Низшие Верещаки, Александровский район, Кировоградская область) — украинский политик, председатель Волынской ОГА с 23 марта 2018 по 11 июня 2019 года.

## Биография
В 1979 году окончил Кировоградский институт сельскохозяйственного машиностроения (факультет «Строительные и путевые машины и оборудование»), получив квалификацию инженера-механика.
В 1994 году окончил Украинскую академию внутренних дел по специальности «Правоведение», получил квалификацию юриста.
В 1979 году работал механиком РМЦ Красноярского производственного объединения «Железобетон».
С 1979 по 1981 год служил в рядах Вооружённых сил СССР.
С 1981 по 1984 год работал инженером автохозяйства ГОЗО УВД города Киева.
С 1984 по 2005 год проходил службу в органах внутренних дел Украины.
С 2005 по 2007 год — директор Департамента Государственной службы охраны Министерства внутренних дел Украины.
С 2007 по 2010 год работал заместителем Министра внутренних дел Украины — начальником милиции общественной безопасности Министерства внутренних дел Украины.
С 2012 по 2014 год работал помощником-консультантом народного депутата Украины Развадовского В. И. В 2014 году также работал директором Департамента экономической безопасности и управления рисками Национальной акционерной компании «Нефтегаз Украины».
С 2014 по 2016 год — директор Департамента экономической, промышленной, информационной безопасности и управления рисками Национальной акционерной компании «Нафтогаз Украины».
С 19 января по 28 ноября 2017 года — первый заместитель председателя Киевской ОГА. Уволен по собственному желанию.
22 марта 2018 года назначен председателем Волынской областной государственной администрации.
11 июня 2019 года уволен с должности председателя Волынской областной государственной администрации.

## Семья
Жена — Ирина Ивановна. Дочь — Надежда.

## Научная степень
Имеет научную степень кандидата юридических наук по специальности административное право и процесс; финансовое право; информационное право.

## Звание и награды
- Заслуженный юрист Украины
- Генерал-полковник милиции[4]
- орден «За заслуги» III степени[5]